# Into the Shallows
Into the Shallows is het debuutalbum van de Amerikaanse indierockband The Rare Occasions. Het album werd op 25 mei 2018 onafhankelijk uitgegeven. Het album werd gemixt door Brian McLaughlin en gemasterd door Maria Rice bij Peerless Mastering in Boston. Het album bevat de singles "Mercy Mercy", "You Weren't Meant to See That" en "Physics". De albumcover is gemaakt door David Navas.

## Tracklist
| Nr.          | Titel                           | Duur  |
| ------------ | ------------------------------- | ----- |
| 1.           | "Clover"                        | 1:08  |
| 2.           | "The Shallows"                  | 1:55  |
| 3.           | "Mercy Mercy"                   | 3:40  |
| 4.           | "You Weren't Meant to See That" | 2:57  |
| 5.           | "Backwards"                     | 2:56  |
| 6.           | "Shutting You Out"              | 4:08  |
| 7.           | "Posts"                         | 3:07  |
| 8.           | "Tether"                        | 2:40  |
| 9.           | "Physics"                       | 3:15  |
| 10.          | "For You"                       | 3:56  |
| Totale duur: | Totale duur:                    | 29:42 |